# Villa Nobili
La Villa Nobili (precedentemente Castello Cimiez) è una villa costruita nel 1894 sita al n. 94 di Avenue George V, nel quartiere di Cimiez a Nizza. 
Un prospetto della fine del XIX secolo, la descrive così: "Questa villa, situata in un ampio e bel giardino da 4 a 5000 metri, occupa una posizione privilegiata dalla quale si gode di una splendida vista sul mare e sulle montagne. Si trova infatti a 10 minuti da Place Masséna, nel centro di Nizza, tramite il tram elettrico Nice-Cimiez".

## Storia
Villa Nobili era chiamata prima del 1920 "Château de Cimiez".
Il terreno su cui si trova questa casa è acquistata nel 1715 da Focardi famiglia della Roccasparviera (Foucard Roque), che ha continuato ad espandere la sua area di Cimiez-Carabacel a partire dal XVII secolo. I suoi beni passano per eredità ai conti Alziari de Malausséna e Tonduti de l'Escarène. La proprietà fu venduta nel 1862 a Joseph Pollonais. Suo figlio Désiré, sindaco di Villefranche-sur-Mer, vendette il terreno nel 1881 alla Société foncière lyonnaise che lo vendette il 1º giugno 1893 al promotore François Chabaud (1824-1906).

### Costruzione, famiglia Chabaud
Il castello di Cimiez fu costruito nel 1894 da François Chabaud in Boulevard Washington (ora Avenue George V), su un terreno di 4.642 m2, e preso in locazione.
Quindi, da 15 marzo a 30 aprile 1895, il castello di Cimiez viene affittato per la suite della regina Vittoria del Regno Unito che poi soggiorna al Grand Hotel di Cimiez.
Un prospetto di locazione descrive così il castello di Cimiez:
“10 camere padronali (6 sulla prima, 4 sulla seconda), 14 camere per la servitù (8 nel seminterrato, 6 nel secondo), più nel seminterrato: grande stufa, grande cucina e dispensa, sala da pranzo per la servitù, dispensa, montacarichi, 2 cantine, paletto, WC; al piano terra: 3 saloni adiacenti (17,5 m di lunghezza, 106,75 m2 in totale), sala da pranzo (35 m2), studio, atrio, ufficio, WC; al primo piano: 5 wc, bagno, wc; nella seconda: WC dei Maestri e WC dei servi. Prezzo dell'affitto per la stagione: 28.000 F, più 800 F per l'uso dell'acqua e le cure speciali del giardiniere".

### Principe Maurocordato
Dopo la morte di François Chabaud il 15 maggio 1906 a Nizza, suo figlio Henri vende il castello di Cimiez il 13 maggio 1910 al principe Giorgio Maurocordato [o Maurocordato ] (1865-1939), Ambasciatore rumeno in Russia.
Il principe è il discendente di una grande famiglia di fanarioti greci. Originari di Chio (isola), i Maurocordato (in greco: Μαυροκορδάτος) si distinsero al servizio dell'Impero ottomano.
La famiglia Maurocordato svolse un ruolo importante nel Principato di Moldavia e nel Principato di Valacchia nel XVIII secolo e in Grecia nel XIX secolo. Il principe Giorgio discendeva direttamente da Costantino Maurocordato (1711-1769), sovrano di Moldavia e Valacchia. Uno dei suoi genitori, Aléxandros Mavrokordátos (1791-1865), fu il primo presidente della Grecia.
George Maurocordato era figlio di Alexandru Maurocordato, gran ciambellano alla corte di Romania, e zio della principessa Martha Bibescu, nota letterata. 
Il principe Maurocordato amava molto Nizza. Agli inizi del XX secolo, risiedeva al civ. 53 della Promenade des Anglais. In seguito affittò villa Monticello, in fondo al viale Giorgio V, prima di acquistare il castello di Cimiez. 
Morì a Nizza nel 1939 dove è sepolto nel cimitero ortodosso russo di Caucade.

### Il marchese De Nobili e sua figlia Lila
Il principe Maurocordato vende il castello di Cimiez 18 ottobre 1920 al marchese Prospero De Nobili, politico e imprenditore italiano, capofila di un movimento politico che prenderà il suo nome: il denobilisme.
Il nome della proprietà cambia con il nuovo proprietario: il "castello di Cimiez" diventa la "villa dei Nobili".
Il marchese risiedette regolarmente a Villa de Nobili fino alla Seconda guerra mondiale. La sua seconda moglie, Dola Vertès, francese di origine ungherese, è la sorella del pittore Marcel Vertes (1895-1961). Essendo Dola Vertès ebrea, il marchese De Nobili dovette fuggire in Svizzera nel 1942.
La villa de Nobili fu requisita dal 1942 al 1947 (vedi paragrafo successivo) .
Alla fine della guerra il marchese De Nobili tornò in Francia sulla Costa Azzurra, ma non poté stabilirsi nella sua villa, ancora requisita. È morto il 28 dicembre 1945 nell'Hôtel de Paris a Monte Carlo, lasciando in eredità la villa, i suoi mobili e l'argenteria alla figlia Lila.
Lila De Nobili fu una nota pittrice, illustratrice di moda, scenografa, tra l’altro, de La Traviata di Luchino Visconti nel 1955 con Maria Callas al Teatro alla Scala di Milano.

### La villa requisita
Alla fine del 1942 villa de Nobili fu requisita dalle autorità italiane di occupazione e divenne sede per Nizza dei servizi dell'OVRA , polizia politica dell'Italia fascista, diretta localmente dai commissari Barranco e Cerrato. OVRA si stabilì successivamente anche a Villa Lynwood, che diventa il suo principale centro di tortura.
Il 8 settembre 1943 Nizza è passata sotto l'occupazione tedesca. La proprietà diventa una delle sedi della Gestapo a Nizza.
La villa di Nobili fu requisita nel 1945 come sede della Società di Sicurezza Repubblicana n° 157, che la mantenne fino al 1947.
Al termine della requisizione dei suoi beni, Lila De Nobili prende possesso della villa secondo le disposizioni testamentarie del padre.

### Comproprietà
Nel 1952 Lila De Nobili si separò dalla villa, che divenne un condominio, oggi conosciuto con il nome semplificato di “villa Nobili”.
L'edificio fu modificato sotto la direzione dell'architetto Jean Chiérico dal 1952 al 1955: furono rimosse la veranda lato cortile e la porta centrale lato giardino; i tetti mansardati delle ali del secondo piano vennero sostituiti da due appartamenti che si elevano al livello della parte centrale.
Il parco che circonda la villa venne diviso, consentendo la costruzione di tre case. L'attuale parco occupa 1.305 m2, ovvero tra un terzo e un quarto della superficie originaria.
Il Piano Urbanistico Locale (PLU) della Métropole Nice Côte d'Azur ha classificato la villa Nobili come “Notevole patrimonio edilizio”.